# Busycon contrarium
Busycon contrarium is een fossiel slakkensoort die behoort tot de familie Buccinidae.